# Karel Rychlík
Karel Rychlík (16. srpna 1885, Benešov – 28. května 1968, Praha), byl český matematik. Věnoval se zejména algebře a teorii čísel.

## Život
Karel Rychlík studoval jeden rok na gymnáziu v Chrudimi, poté dva roky v Benešově u Prahy a v červenci roku 1904 maturoval na Akademickém gymnáziu v Praze.

Protože již na střední škole měl značný zájem hlavně o matematiku, nastoupil v témže roce na Filozofickou fakultu Karlo-Ferdinandovy univerzity v Praze, kde se jí mohl věnovat především. Profesory matematiky na univerzitě byli v té době Jan Sobotka a od jara 1903 také Karel Petr. V Praze studoval tedy matematiku a fyziku, ale pouze do konce studijního roku 1906/07. V následujícím roce 1907/08 dostal státní stipendium a na rok odjel za studiem do Paříže. Na Sorbonně navštěvoval matematické přednášky profesorů Jacqua Hadamarda, Émila Picarda a M. G. Humberta a současně zpracovával svou disertační práci.

Po návratu v roce 1908 vykonal zkoušku učitelské způsobilosti z matematiky a fyziky, která ho opravňovala k výkonu učitelského povolání na středních školách. V roce 1909 na základě disertace O grupách ternárních kolineací holoedricky isomorfních s alternativními a symetrickými grupami permutací získal Karel Rychlík doktorát filozofie. Na podzim téhož roku se stal placeným asistentem matematiky na filozofické fakultě, když již od ledna zastával toto místo bezplatně. Roku 1912 se na univerzitě habilitoval s prací Příspěvek k teorii forem a o rok později, v roce 1913, přešel jako asistent na Českou vysokou školu technickou v Praze. V roce 1920 zde byl jmenován mimořádným a v roce 1923 řádným profesorem matematiky. V roce 1946 byl penzionován.
Zemřel roku 1968 v Praze a byl pohřben na Olšanských hřbitovech.

## Dílo
Od mládí se K. Rychlík věnoval algebře a teorii čísel. V této oblasti publikoval dvě učebnice: Úvod do elementární teorie číselné (1931) a Úvod do analytické theorie mnohočlenů s reálnými koeficienty (1957). Je autorem i knihy Úvod do počtu pravděpodobnosti (1935). Do češtiny přeložil Rychlík čtyři knihy ruských autorů. V posledním období svého života se hluboce zajímal o dějiny matematiky, zejména pak 19. století, a to v souvislosti s pracemi Bernarda Bolzana, např. Theorie der reellen Zahlen im Bolzanos handschriftlichen Nachlasse (1962).